# Pherbellia tricolor
Pherbellia tricolor är en tvåvingeart som beskrevs av Masahiro Sueyoshi 2001. Pherbellia tricolor ingår i släktet Pherbellia och familjen kärrflugor. Inga underarter finns listade i Catalogue of Life.